# هارون أوبوكو
هارون أوبوكو (بالألمانية: Aaron Opoku) هو لاعب كرة قدم ألماني في مركز نصف الجناح، ولد في 28 مارس 1999 في هامبورغ في ألمانيا. لعب مع نادي هامبورغ وهانزا روستوك.

## وصلات خارجية
- هارون أوبوكو على موقع قاعدة بيانات كرة القدم.إي يو (الإنجليزية)
- هارون أوبوكو على موقع Soccerway.com (الإنجليزية)
- هارون أوبوكو على موقع عالم كرة القدم.نت (الإنجليزية)